# Kuder-Richardson-Formel
Die Kuder-Richardson-Formel ist eine Maßzahl aus der multivariaten Statistik, die feststellt, inwieweit eine Gruppe von Test-Items als Messung einer einzelnen latenten (von außen nicht direkt beobachtbaren) Variablen angesehen werden kann. Das heißt, sie gibt an, inwiefern verschiedene Items im Grunde das Gleiche messen. 
Das Maß wird vor allem in den Sozialwissenschaften bzw. in der Psychologie verwendet, insbesondere bei der Test-Konstruktion und -Evaluation. Es wird angewendet, um die Reliabilität eines psychometrischen Instruments zu schätzen.
Die Formel gilt als Vorläufer der Maßzahl Cronbachs Alpha und unterscheidet sich nur unwesentlich von dieser Maßzahl. Im Gegensatz von Cronbachs Alpha wird die Kuder-Richardson-Formel auf Items mit nur zwei Antwortmöglichkeiten angewendet. Man spricht hier auch von dichotomen Items.
Durch die Formel wird die Skala in so viele Testhälften zerlegt, wie Items vorhanden sind. Entsprechend werden Korrelationen zwischen diesen Testhälften ausgerechnet und die erhaltenen Werte auf die jeweilige Länge der Skala „hochgerechnet“ (siehe auch Spearman-Brown-Formel). 
Die Formel wird bei SPSS automatisch bei dichotomen Daten verwendet, wenn man den Punkt „Coefficient Alpha“ auswählt.
Es gibt verschiedene Formeln zur Berechnung, je nachdem welche Daten gegeben sind. So gibt es die K-R-Formula 8, K-R-Formula 20, K-R-Formula 21.

## K-R-Formula 8
{\displaystyle r_{tt}={s_{X}^{2}-\sum _{i=1}^{n}p_{i}q_{i} \over 2*s_{X}^{2}}+{\sqrt {{\sum _{i=1}^{n}r_{it}^{2}p_{i}q_{i} \over s_{X}^{2}}+\left({s_{X}^{2}-\sum _{i=1}^{n}p_{i}q_{i} \over 2*s_{X}^{2}}\right)^{2}}}}

## K-R-Formula 20
{\displaystyle r_{tt}={n \over {n-1}}\cdot \left({s_{X}^{2}-\sum _{i=1}^{n}p_{i}q_{i} \over s_{X}^{2}}\right)}
- {\displaystyle r_{tt}} : Ergebnis der K-R-Formel, als durchschnittliche Korrelation
- {\displaystyle n} : Anzahl der Fragen
- {\displaystyle s_{X}^{2}} : Varianz der Testrohwerte
- {\displaystyle p} : Schwierigkeit P/100
- {\displaystyle q} : 1-p
- {\displaystyle r_{it}} : Trennschärfe